# I Got Love in These Stretz
Albums de Daz Dillinger
DPGC: U Know What I'm Throwin' Up
(2003) Tha Dogg Pound Gangsta LP
(2005)
I Got Love in These Stretz est le cinquième album studio de Daz Dillinger, sorti le 7 septembre 2004.

## Liste des titres
| No  | Titre                                                        | Durée |
| --- | ------------------------------------------------------------ | ----- |
| 1.  | Intro                                                        | 0:47  |
| 2.  | I Got Love In These Streetz                                  | 4:02  |
| 3.  | It Feels Good 2 Be From Tha Westcoast (featuring Pornostyle) | 3:50  |
| 4.  | Feel It (featuring Bun B)                                    | 3:55  |
| 5.  | That's What She Do                                           | 1:58  |
| 6.  | Tha Life of a Playa                                          | 1:22  |
| 7.  | Get Hi                                                       | 2:15  |
| 8.  | If U Want 2 Fuck Wit Me (featuring Houston's Finest)         | 4:16  |
| 9.  | My System (Tha Remix)                                        | 4:43  |
| 10. | I Can't Spend Tha Night (featuring Crystal et Shon-Don)      | 3:59  |
| 11. | It's Just Tha Way You Move (featuring Gail Gotti)            | 4:17  |
| 12. | Shake the Booty                                              | 3:31  |
| 13. | Callin' My Name                                              | 4:37  |
| 14. | Shoot 'Em Up (featuring Crystal et Shon-Don)                 | 4:33  |
| 15. | Gangsta Summer                                               | 3:16  |
| 16. | Love & Happiness                                             | 4:38  |
| 17. | When Tha Feelin' Is Right (featuring Porscha, et Licorishe)  | 4:44  |
| 18. | I'ma Get Mine Anyway (featuring 5th Ward Boyz)               | 4:32  |